# Yvo Antoni
 (juin 2018).
Le contenu est difficilement compréhensible vu les erreurs de traduction, qui sont peut-être dues à l'utilisation d'un logiciel de traduction automatique.
 (juin 2018).
Si vous disposez d'ouvrages ou d'articles de référence ou si vous connaissez des sites web de qualité traitant du thème abordé ici, merci de compléter l'article en donnant les références utiles à sa vérifiabilité et en les liant à la section « Notes et références ».
Yvo Antoni, né le 2 août 1979 à Cologne, est un dresseur canin et acrobate allemand.

## Carrière artistique
Antoni vient d'une famille d'artistes. Sa mère, Birgit Antoni, est peintre, et son père, Yurgen Oster, est professeur de tai-chi-chuan après avoir été artiste. Ses grands-parents étaient chanteurs d'opéra.
Antoni fréquente le Lycée Humboldt de Cologne. Il le quitte à 16 ans et occupe de petits emplois : préposé de station-service, cracheur de feu, vendeur de fruits. Plus tard, il termine ses études à la State Ballet School Berlin, et participe à des spectacles[évasif] depuis 2000[réf. nécessaire].
Depuis 2003, se tient en collaboration avec Marina Yakubova sur scène et a été utilisé dans des galas internationaux, des spectacles de cirque et autres spectacles[incompréhensible], comme des spectacles de variétés et festivals. Il est maintenant marié à Yakubova,.  
Les deux artistes vivant à Cologne ont participé au spectacle de talent[Quoi ?] "Das Supertalent 2009". Yakubova ne pouvait pas atteindre les spectacles en direct avec son spectacle de hula-hoop[pas clair][pourquoi ?], Antoni avait plus de succès avec sa chienne PrimaDonna, avec qui il a joué des tours artistiques[style à revoir]. Il a gagné le 20 décembre 2009 comme le meilleur des douze candidats avec 13,5% de tous les appels à la finale, 100 000 euros et le titre "Supertalent 2009"[style à revoir]. Il était juste 0,1% devant la deuxième chanteuse d'opéra Vanessa Calcagno[pas clair].
La chienne d'Antoni est un Jack Russell Terrier. Elle est née le 13 mai 2006 et est issue d'un élevage.